# Франко-русский союз
Франко-русский союз — военно-политический союз Российской империи и Третьей Французской республики для упрочения европейского мира, который был основным вектором внешней политики двух государств в 1891—1917 годах и предшествовал созданию тройственной Антанты.
Франко-русский союз противостоял Тройственному союзу во главе с Германией.

## Заключение союза
После разгрома во Франко-прусской войне Франция вынуждена была готовиться к реваншу в дипломатической изоляции. Англия со своей стороны вела дипломатическую войну с Россией в Средней Азии и на Ближнем Востоке. Со своей стороны нарастающие противоречия интересов России и её исторического союзника Австро-Венгрии на Балканах, наложившиеся на неумелую политику Александра III по болгарскому вопросу, привели к распаду «Союза трёх императоров» в 1886 году. Попытка Бисмарка при помощи Договора перестраховки предовратить сближение России с Францией на фоне расцвета буланжизма в последней окончилась через два года после смерти Вильгельма I вместе с карьерой железного канцлера.
Чтобы избежать дипломатической изоляции, российский министр иностранных дел Николай Гирс начал переговоры с правительством Сади Карно. Изумивший всю Западную Европу союз монархической империи и республиканского государства был оформлен соглашением 1891 года и секретной военной конвенцией 18 августа 1892 года. Стороны обязывались оказывать взаимную помощь в случае нападения Германии или Австро-Венгрии на Россию или Италии и Германии на Францию. В дальнейшем союз был подтверждён русско-французской военно-морской конвенцией 1912 года.
11 (23) июля 1891 года в Кронштадт с визитом прибыла французская эскадра. Император Александр III лично приветствовал французскую эскадру; выслушал исполнение французского революционного гимна «Марсельеза» в Петергофе во время обеда, что произвело впечатление на петербургскую публику. Представители Франции также слушали царский гимн «Боже, царя храни».

Жившая воспоминаниями о разгроме её немцами в 1870 году, Франция 80-х годов видела в России свою спасительницу. Вот почему приём русской эскадры адмирала Авелана в Тулоне, первый приезд Александра III во Францию, грандиозный, ставший историческим, парад в его честь — все эти события медового месяца франко-русской дружбы врезались в памяти целых поколений, и воспоминания о них дожили до моих дней. Французский генералитет рассказывал мне об этом, захлебываясь от восторга.— Игнатьев А. А. Пятьдесят лет в строю. Книга III, глава 10. — М.: Воениздат, 1986. — С. 390. — ISBN 5-203-00055-7.
21 августа 1891 года Россия и Франция подписали соглашение о консультации всех вопросов и политической договорённости обеих сторон.
27 августа 1892 года соглашение было дополнено военной конвенцией, подписанной начальниками генеральных штабов России и Франции Н. Н. Обручевым и Р. Буадефром.

Франция обязывалась выставить 1 млн 300 тыс. солдат, а Россия — от 700 до 800 тысяч. В конвенции подчеркивалось, что в случае военных действий эти силы должны будут быстро и целиком подтянуты к границам с Германией, так чтобы ей пришлось вести войну сразу на востоке и на западе. По конвенции стороны обязывались предоставлять разведывательную информацию о численности войск и предпринимаемых шагах стран Тройственного союза. Конвенция сохраняла свою силу до тех пор, пока будет существовать Тройственный союз.
К началу 1894 года стабилизировались русско-германские отношения, обострившиеся в ходе таможенной войны. В феврале завершились переговоры о заключении торгового договора. Германское правительство и лично Вильгельм II поддерживали и пропагандировали его; (16) марта, после одобрения договора рейхстагом, Вильгельм II приезжал в российское посольство в Берлине, чтобы принести личные поздравления. Вильгельм II надеялся, что улучшение русско-германских отношений ослабит связи между Россией и Францией. Однако, в правящих верхах России улучшение отношений с Германией считали важным делом, и министр рассматривал договор как возможность поддержания мира с соседней империей.
8 января 1894 года конвенция была ратифицирована императором Александром III и президентом Сади Карно. Заключение франко-русского союза позволило России активизировать укрепление своих позиций на Дальнем Востоке на рубеже XIX—XX веков. Однако известие о смерти Александра III вызвало тревогу и в Париже начали переживать за судьбу франко-русского союза. Но министр иностранных дел смог убедить французов в том, что никаких перемен во франко-русских отношениях не произойдет.

## Военное сотрудничество
В 1900, 1901, 1906, 1907, 1908, 1910, 1911, 1912 и 1913 годах происходили совещания руководителей французского генерального штаба и российского Главного штаба (с 1905 года — Главного управления Генерального штаба). На этих совещаниях координировались планы на случай войны. В частности, на совещании 1900 года рассматривалась не только возможность войны со странами Тройственного союза, но и с Великобританией. Было решено, что если Великобритания нападёт на Францию, то Россия двинет войска в направлении Афганистана и Британской Индии. В свою очередь, если Великобритания нападёт на Россию, Франция должна была сосредоточить войска на побережье пролива Ла-Манш и создать угрозу высадки десанта в Великобритании.

## Культурное и экономическое сотрудничество
В 1890-е годы стало бурно развиваться и культурное сотрудничество России и Франции. Самый элегантный мост Парижа был назван в честь Александра III, тогда как в Петербурге президент Феликс Фор участвовал в освящении начавшегося строительства по проекту французской фирмы «Батиньоль» (фр.) Троицкого моста через Неву (12 августа 1897 года).
Не менее важным, чем военное и культурное, было и экономическое измерение Франко-русского союза. Большое значение для развития российской экономики имели займы, размещавшиеся во Франции, как государственные, так и муниципальные, банковские и промышленные. Кроме займов большое значение также играло участие французского капитала в российских акционерных предприятиях. В начале XX века около четверти всех французских инвестиций за пределами Франции приходилось на Россию.

## Денонсация
В период Большой смуты в России советская власть, установившаяся в Петрограде, заявляет о своем желании прекратить Мировую войну и начать переговоры о её прекращении. Правительство Французской республики пыталось сохранить союз с Россией, отправив совместную ноту в Россию, составленную с итальянскими и английскими представителями. 21 ноября 1917 года в письме, адресованном Верховному главнокомандующему русскими войсками Н, Н. Духонину, напоминалось об обязательствах России, вытекавших из соглашения от 5 сентября 1914 года, запрещавшего подписавшим сторонам договор Антанты заключить мир с Германской империей и её союзниками. Поскольку российское правительство не дало никакого ответа, Жорж Клемансо, тогдашний президент Французского совета, объявил, что не признаёт правительство, действовавшее с начала месяца в России, фактически прекратив франко-русско-английский союз.
В канун окончания Первой мировой войны Антанта приняла решение «расширить Румынский фронт на восток» и занять часть стратегически важных регионов в бывшей австро-германской зоне оккупации на Юге России. Французские войска высадили десанты в Одессе и в Крыму в ноябре 1918 года, англичане высадились в Закавказье.